# (3630) Lubomír
(3630) Lubomír est un astéroïde de la ceinture principale.

## Description
(3630) Lubomír est un astéroïde de la ceinture principale. Il fut découvert le 28 août 1984 à l'Observatoire Kleť par Antonín Mrkos. Il présente une orbite caractérisée par un demi-grand axe de 2,77 UA, une excentricité de 0,20 et une inclinaison de 7,4° par rapport à l'écliptique.

## Compléments